# Checkpoint Charlie

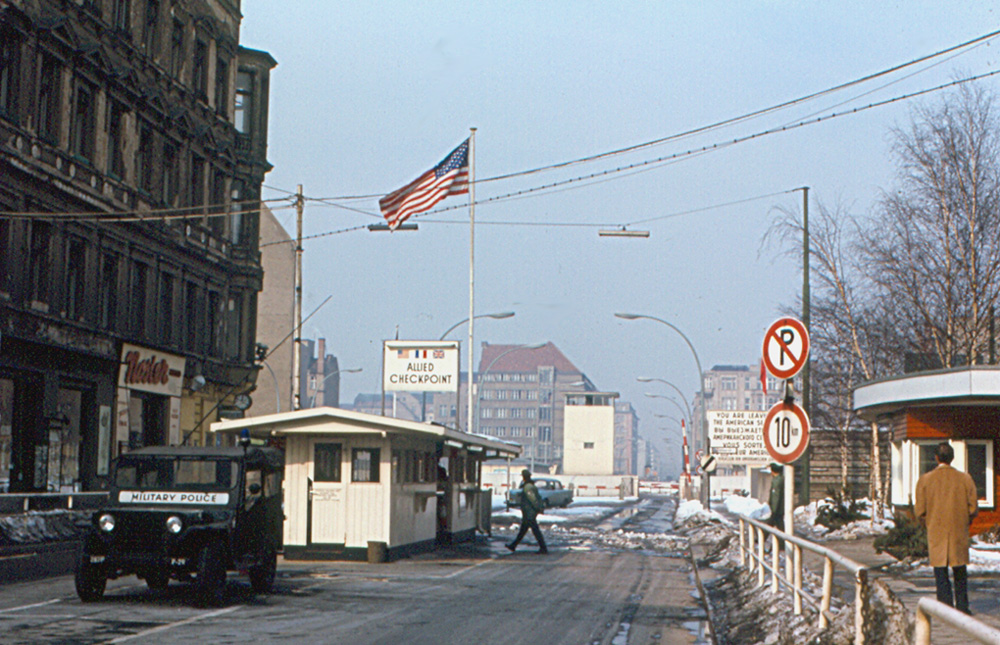
Checkpoint Charlie i mars 1970

Checkpoint Charlie var en gränsstation vid en av de mest kända övergångarna mellan Öst- och Västberlin under Berlinmurens tid 1961 till 1990. Den låg på Friedrichstraße, på den USA-kontrollerade sidan av gränsen, vilken korsade Friedrischstraße längs med Zimmerstraße. 
En bit in på andra sidan gränsen låg den sovjetiska/östtyska motsvarigheten, Grenzübergangsstelle Friedrichstraße.

## Gränsstation 1961–1990
Checkpoint Charlie låg vid den enda passagen genom Berlinmuren som kunde användas av anställda vid de allierades militärorganisationer. Diplomater och andra icke-tyska medborgare fick också passera här, men kunde dessutom använda gränsövergången vid Bahnhof Berlin Friedrichstraße.
Beteckningen "Charlie" härstammar från NATO-alfabetet och står för alfabetets tredje bokstav. Checkpoint Alpha var gränsövergången på motorvägen vid staden Helmstedt, Checkpoint Bravo var motorvägsövergången Dreilinden strax utanför Berlin.
När den östtyska ledningen försökte inskränka de allierade västmakternas rättigheter stod i oktober 1961 under Berlinkonfrontationen sovjetiska och amerikanska stridsvagnar  med skarp ammunition mittemot varandra vid Checkpoint Charlie. 
Kontrollpunkten var skådeplats för ett antal uppseendeväckande flyktförsökt från Östberlin. Mycket berömd var flyktingen Peter Fechters död. Tillsammans med sin kamrat Helmut Kulbeik försökte han den 17 augusti 1962 att klättra över muren i kontrollpunktens omedelbara närhet. Kulbeiks flyktförsök lyckades men Fechter träffades av skott som avlossades emot honom. Inför ögonen på civila åskådare från väst, amerikanska soldater och östtyska gränsvakter förblödde han på den delen av gränsbefästningarna som kallades för dödsremsan (Todesstreifen).
Kontrollpunkten revs den 22 juni 1990, som en del i processen som ledde till Tysklands återförening.

## Murmuseet Haus am Checkpoint Charlie
Av Checkpoint Charlie återstår endast ett museum, Mauermuseum – Haus am Checkpoint Charlie, om denna en gång så viktiga gränsövergång. Idag räknas Checkpoint Charlie till de mest kända sevärdheterna i Berlin. Här finns sedan den 13 augusti år 2000 en verklighetstrogen modell av den första kontrollbaracken, murmuseet, den sista Kremlflaggan och andra föremål som påminner om Tysklands delning.

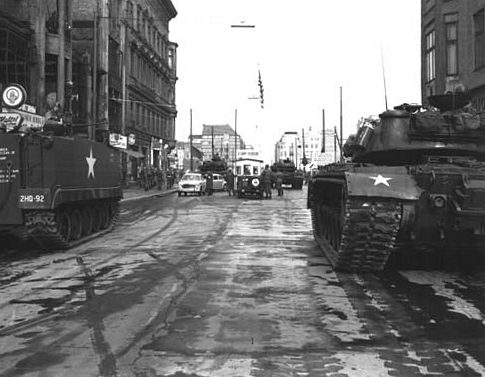
Amerikanska stridsvagnar år 1961.
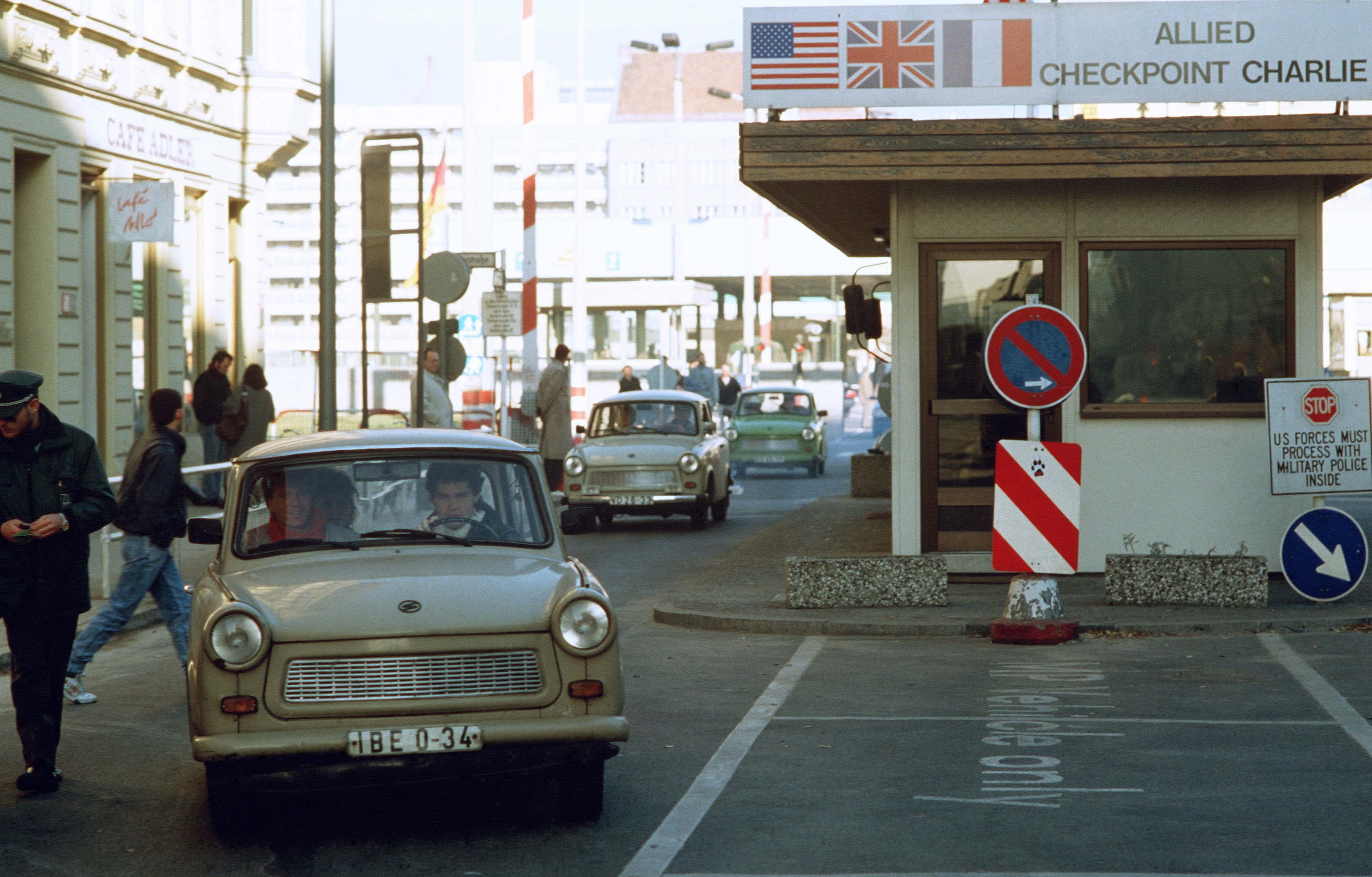
Checkpoint Charlie kort efter öppnandet av muren 1989.
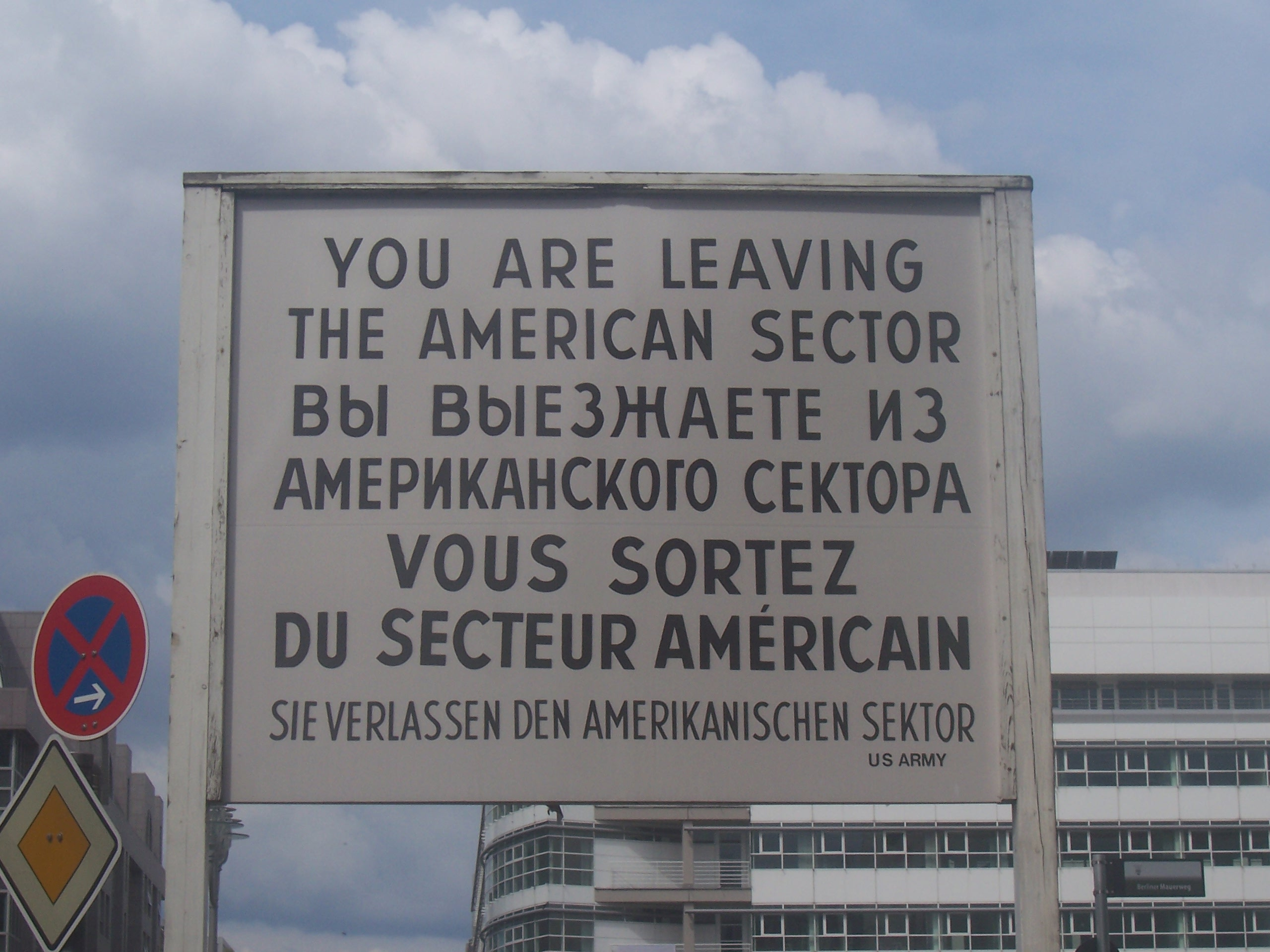
Gränsövergångskylten vid Checkpoint Charlie 2005.
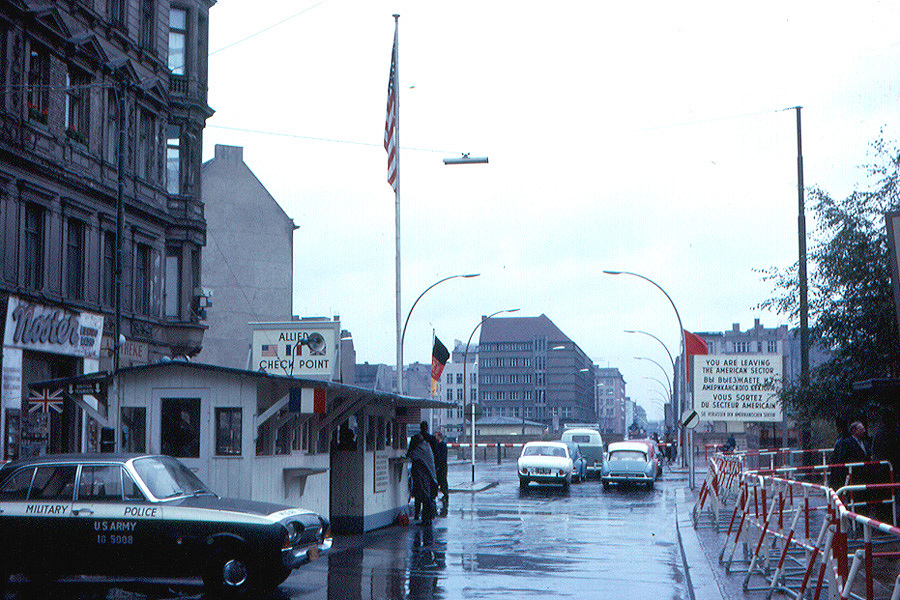
Checkpoint Charlie 1963 i riktning mot den sovjetiska sektorn.
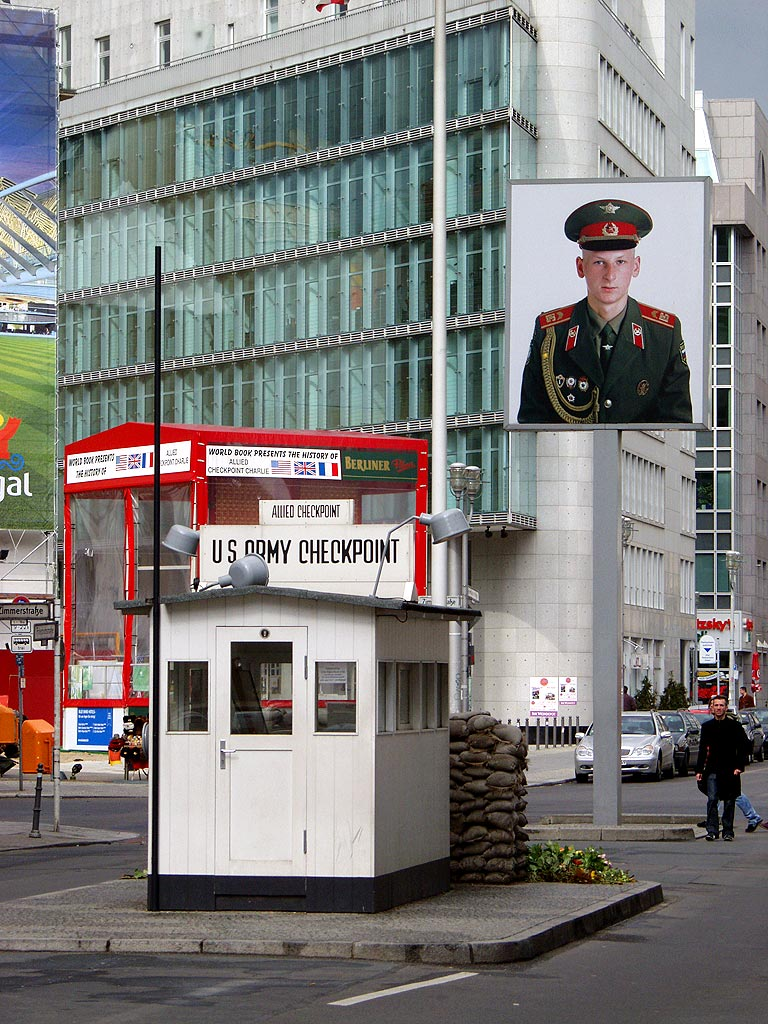
Checkpoint Charlie 2004.
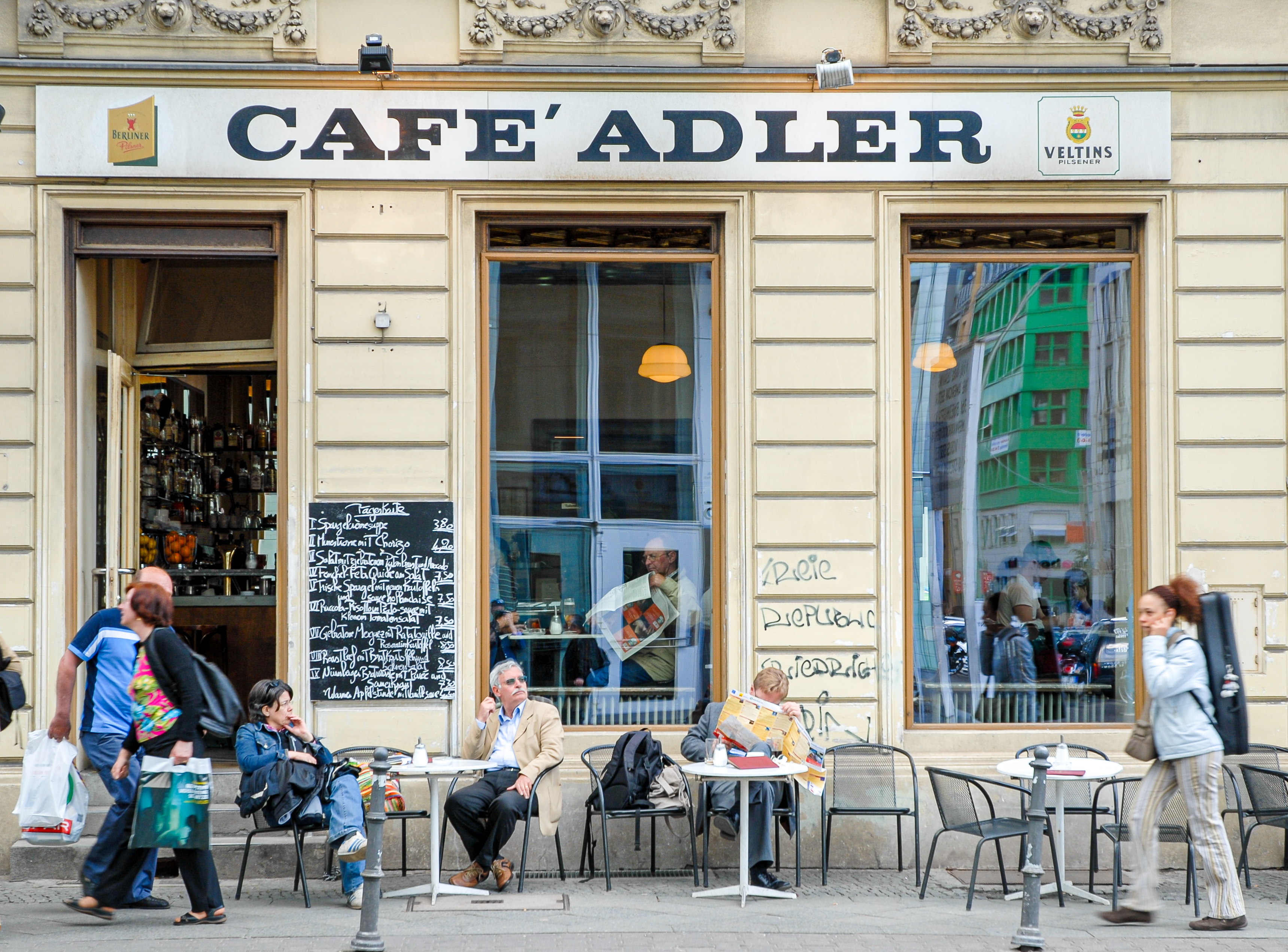
Café Adler vid Checkpoint Charlie, mötesplats för spioner, dissidenter och journalister under Kalla krigets dagar. (Caféet stängdes 2008)